# كيب الشمالية
هي إحدى محافظات جنوب أفريقيا كما أنها الأكبر مساحة والأكثر كثافة سكانية. تم تشكيلها في عام 1994 عندما انقسمت مقاطعات الكيب. أما عاصمتها فهي كمبرلي. تضم كيب الشمالية متنزه كالاهاري قامسبوك الوطني الذي يعتبر جزءاً من متنزه كغالاقادي ترنسفرونتير الوطني التي تتشاركه المنطقة مع بوتسوانا. كما تحتوي كيب الشمالية أيضاً على شلالات اوقريبيس ومناطق مناجم الألماس في كمبرلي و«الكساندر باي». في الغرب تتواجد منطقة «ناماكوالند» التي تشتهر بزهر البابونج. تعتبر المدن الجنوبية «دي آر» و«كولسبرغ» في كآرو العظمى نقطة الوصل الرئيسية بين كلاً من جوهانسبرغ وكيب تاون وميناء اليزابيث، أما في شمالي شرقي البلاد فتتواجد «كورورمان» التي تشتهر بكونها محطة مهمة وبأنها «العين» للمنطقة. يتدفق نهر اورانج متخللاً المحافظة ومشكلاً حدوداً مع «فري ستيت» في جنوب شرق البلاد ومع ناميبيا في الشمال الغربي ويستخدم النهر أيضاً لري مزارع الكروم في المنطقة الجافة قرب أبنتون. يشكل الناطقين باللغة الأفريكانية النسبة الأعلى لسكان كيب الشمالية مقارنة مع المحافظات الأخرى.
بالنسبة للغات الرسمية في كيب الشمالية فهي أربع: الأفريكانية والتسوانية والخوسا والإنجليزية غير أن بعض الأقليات تتحدث لغات إفريقية غير رسمية، وعدد قليل من الناس يتحدثون لغة السكان الأصليين مثل لغة الناما والكهوي.
شعار المحافظة هو (Sa ||a !aĩsi 'uĩsi) («نتقدم لحياة أفضل»)، بلغة النلي (الخويسانية). وقد منحت السيدة إلسي فالبوي، أخر متحدثة للغة النلي، شعار المحافظة عام 1997، وتوفيت ذلك الحين. وقد كان ذلك الشعار أول شعار يسجل بشكل رسمي باللغة الخويسانية في جنوب أفريقيا. وفي وقتٍ لاحق، إشتقت جنوب افريقيا شعارها الوطني"!Ke e/xarra//ke"من لغة كيب الشمالية "ǀXam" المنقرضة.

## التاريخ
كيب الشمالية هي واحدة من الثلاث محافظات التي اقتطعت من مقاطعة الكاب في عام 1994. أما المقاطعتان الأخريتان هما كيب الغربية وكيب الشرقية في الجنوب الشرقي. سياسياً، كان المؤتمر الوطني الأفريقي(ANC) يهيمن على المحافظة منذ عام 1994، فالقضايا العرقية مهمة في سياسات كيب الشمالية. على سبيل المثال، تقع في أرض كيب مستوطنة اورانيا التي دعا قادتها لإقامة دولة قومية للشعب الافريكاني في المحافظة.
كذلك تعتبر كيب الشمالية موطنا لأكثر من 1000 من أفراد قبيلة البوشمن الذين هاجروا من ناميبيا بعد استقلال الدولة في عام 1990م، فخدموا حكومة جنوب إفريقيا خلال الحرب كمقتفي اثر ومستكشفين خشية انتقامهم من خصومهم السابقين. وقد منحتهم حكومة مانديلا مستوطنة بلاتفونتين في عام 1999م.
بالنسبة لتاريخ كيب الشمالية ماقبل الأستعمار فينعكس بشكل رئيسي على غنى موروثها الاركيولوجي من العصر الحجري فكهف ووندر بالقرب من كورومان، يحتوي على سلسة فريدة من نوعها ممتدة على السطح حتى مطلع العشرينيات لأكثر من مليون (ومن الممكن ان تكون قرابة المليونين) سنة في طبقاته القاعدية (حيث تتواجد أدوات حجرية من المحتمل ان تكون أولدوان وهو نوع من أنواع الأدوات الحجرية القديمة جداً).
هناك الكثير من المواقع في المحافظة ومعظمها مناطقها مفتوحة على جوانب الأنهار أو في الرواسب التي تنتمي لمساكن تعود أثارها لأوساط وأواخر العصر الحجري.
تتواجد أيضاً ثروة من الفن الصخري الذي ينتمي لحقبة أواخر العصر الحجري في مواقع كثيرة بالمنطقة.معظم المنقوشات الصخرية تكون على أشكال حيوانات برية. بالإضافة للعديد من المواقع الأخرى التي تعرف باسم (ǀXam -ka !kau في كارو. وتتواجد هذه الأحافير الأثرية على قمم التلال والمنحدرات والنتوءات الصخرية وفي بعض الأحيان (كما في أحافيردريكوبوز آيلاند في كيمبرلي) التي تتواجد في قاع النهر. أما في الجزء الشرقي الشمالي من المحافظة فهناك مواقع تعود للعصر الحديدي كما في مدينة. ديثاكونغ.
كما تُعنى العوامل البيئية في انتشار الزراعة في العصر الحديدي في المنطقة الغربية (من القرن 17 ميلادي ـ ويرجع تاريخها للألفية الأولى بعد الميلاد في الجزء الشرقي من جنوب أفريقيا) وقد كانت الزراعة محدودة في منطقة شرق جبال لانغ برغ، لكن مع الأدلة إتضح تأثيرها بنفس القدر على منطقة أبنتون في القرن الثامن عشر. ويعكس السجل الآثري لتلك الفترة الزمنية تقدما لحدود إستعمارية معقدة عندما توقفت التشكيلات الاجتماعية قبل الإستعمار إلى حدٍ كبير، فكان هناك تزايد في المباني التي بنيت بطراز ثقيل وأكوام الرماد ونحوه. كما أسفرت مناجم النحاس في ناموكلاند والتهافت على الألماس في منطقة كيمبرلي التي أدت إلى ظهور مناطق أثرية صناعية تبشر بالعصر الحديث في تاريخ جنوب إفريقيا. جميع الآثار التي يعود عمرها لأكثر من مئة سنة في كيب الشمالية محمية بشكل تلقائي بموجب «قانون حماية الموارد التراثية لجنوب إفريقيا»، في حين ان البعض الآخر محمي رسمياً ومعلن أنها إما مواقع إقليمية تراثية كأحافير الحيوانات البرية وسلالات المهر الأصيلة، أو مواقع للتراث الوطني ككهف وندرويرك.
أصبحت دراسة الآثار في رتشيرزفيلد جزء من قيمة الثقافة العالمية المعترف بها والمدرجة كمنطقة أثرية في قائمة التاريخ العالمي، في حين ان قائمة جنوب إفريقيا المبدئية للتاريخ العالمي تضم بعض المناطق مثل كهف ووندر ومنطقة قلب خوماني إكسام.

## الجغرافيا

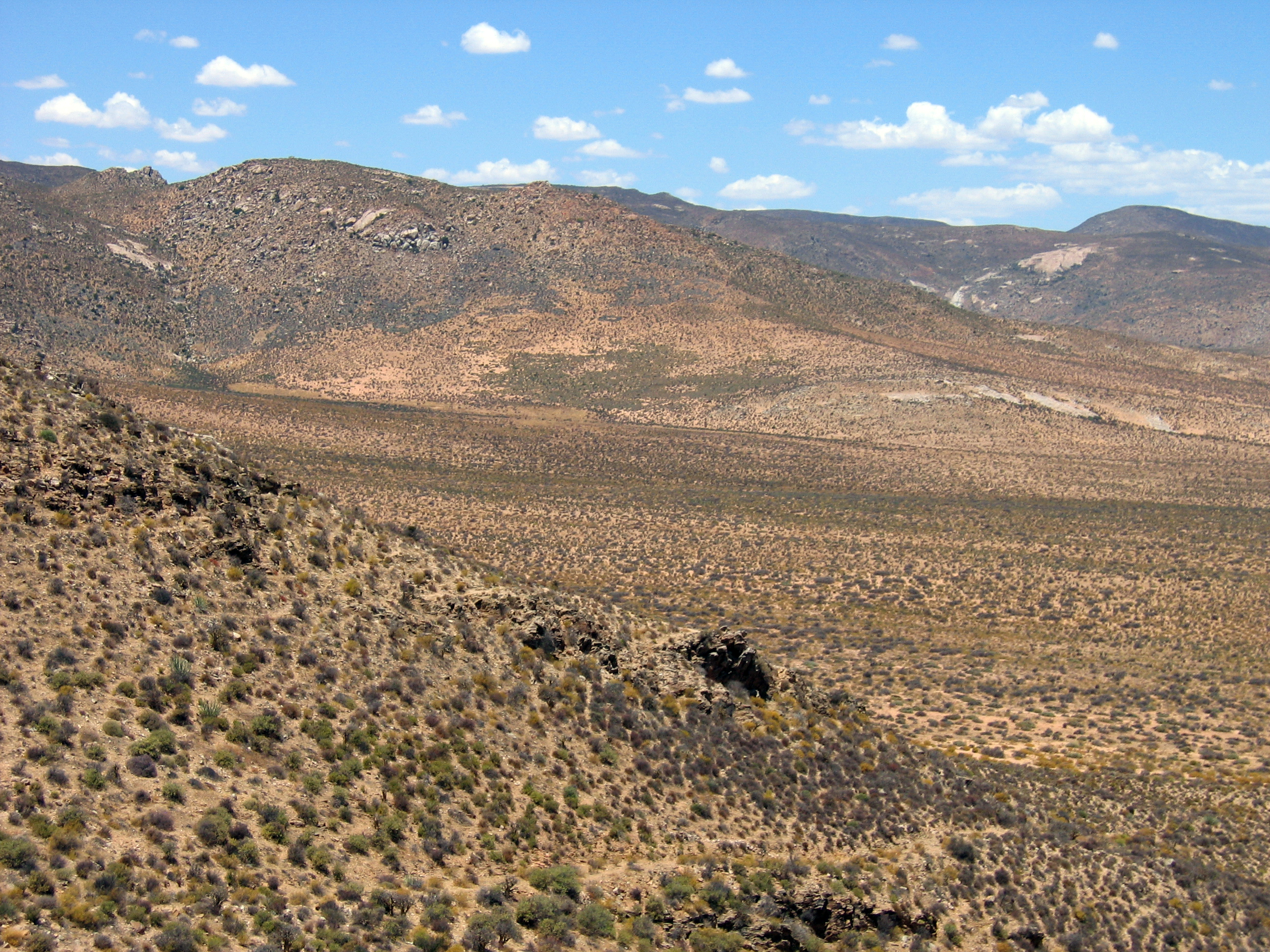
مناظر طبيعية من كيب الشمالية.

تعتبر كيب الشمالية من أكبر محافظات جنوب إفريقيا، والمسافات بين مدنها هائلة بسبب تفرق اماكن السكان لدرجة أن حجمها يخجل إذا قورن بحجم ولاية مونتانا الأمريكية لكنها أكبر بقليل من ألمانيا. يهيمن على المقاطعة حوض الكارو وتتكون معظم المنطقة من الصخور الرسوبية ويتخللها بعض الصخور الرسوبية. ترتفع مناطق الجنوب والجنوب والشرقي من المحافظة عن سطح البحر من 1200 إلى 1900 متر في كلاً من مقاطعة روقيفيلد ونيوفيلد.
يحد الساحل الغربي منطقة ناماكوالند التي تشتهر بزهورها الربيعية ومنطقتها التلالية التي تميل للجبلية وتتكون أرضها من صخور الجرانيت وصخور متحولة أخرى. أما المناطق الوسطى فمسطحة وتتخللها الأحواض المالحة. بالنسبة لصخور كارو فتشكلها تدخلات الكمبرليت، معطيةً للمحافظة الألماس وهو اثمن الموارد الطبيعية. في الشمال تتواجد صحراء كلهاري، التي تتميز بكثبانها الرملية الحمراء المتوازية وشجرة الطلح «الاكاسيا» السافانا الجافة. لدى كيب الشمالية خط ساحلي في الغرب في جنوب المحيط الأطلسي. ولها حدود مشتركة مع ناميبيا وبتسوانا:
•	منطقة كاراس، ناميبيا – الشمال الغربي.
•	منطقة هارداب، ناميبيا – الشمال الغربي.
•	كالاقادي، بوتسوانا – الشمال.
اما على الصعيد المحلي، فتحدها المحافظات التالية:
•	المحافظة الشمالية الغربية، الشمال الشرقي.
•	فري ستيت، الشرق.
•	كيب الشرقية، الجنوب الشرقي.
•	كيب الغربية، الجنوب والجنوب الغربي.

## الأنهار

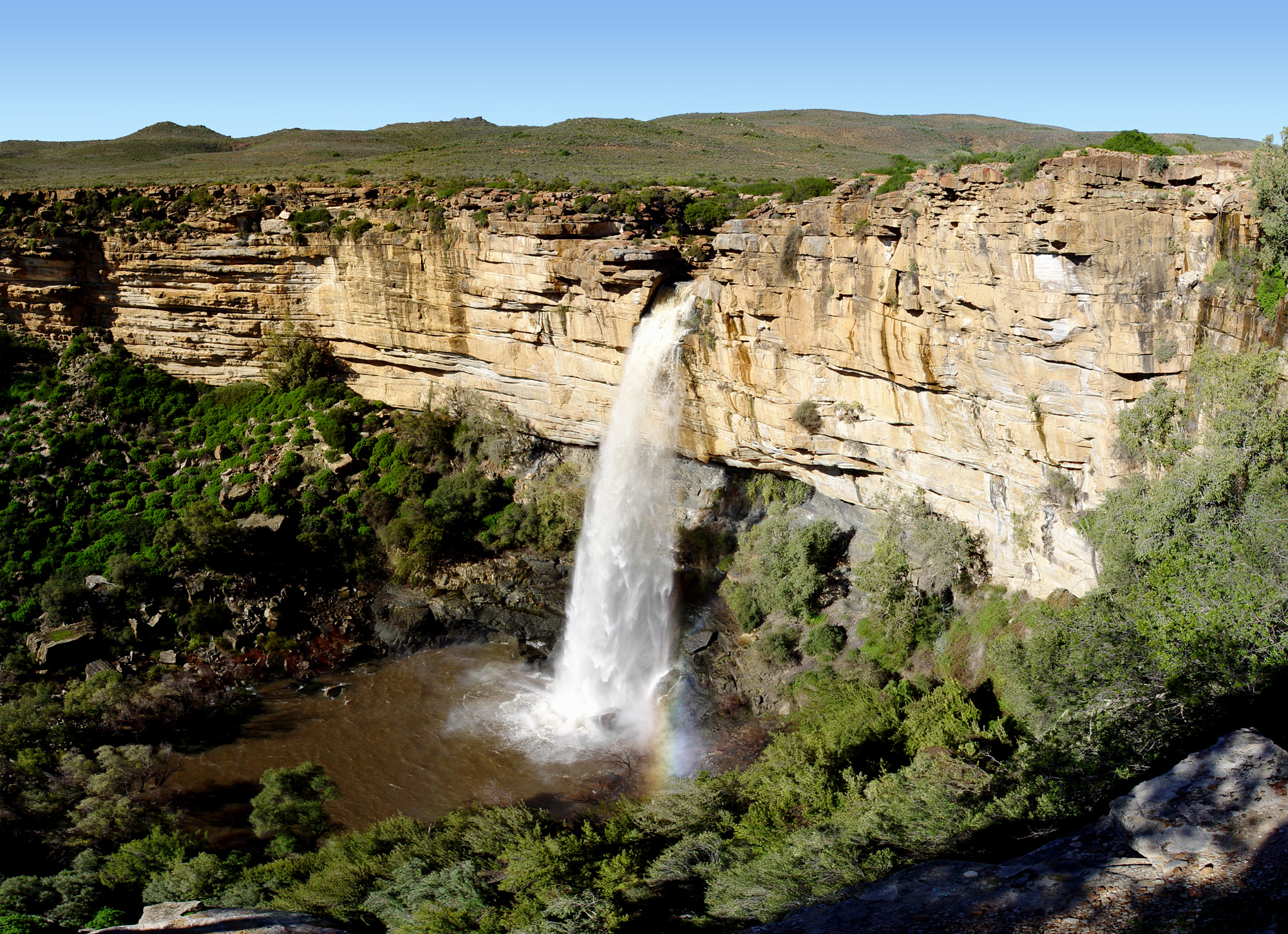
شلال يقع على بعد بضعة أميال من نيوديتفيل على طريق ليوريسفونتين في منطقة ناماكوالند، كيب الشمالية

- •حوض نهر اورانج، النهر الرئيسي للمنطقة.
- •نهر فال.
- •نهر هارتز.
- •نهر رايت.
- •نهر مودر.
- •نهر سيكوي.
- •نهر براك.
- •نهر هارتبيست.
- •نهر ساك.
- •نهر مولوبو.
- •نهر نوسوبو.
- •نهر بفلز.
- •نهر كيورومان.
- •نهر جرون.

## الجبال
- •لانغبرغ.
- •كورانبرغ.
- •سكيورويبرغ.
- •تلال كورومان وجبال الاسبستوس.
- •هضبة قاب.
- •جان سوارت سي بيرج.
- •كاريبيرغ.
- •كاميسبيرغ.
- •جبال ريشتردزفيلد.
- •هانتامبيرغ.

## المناخ

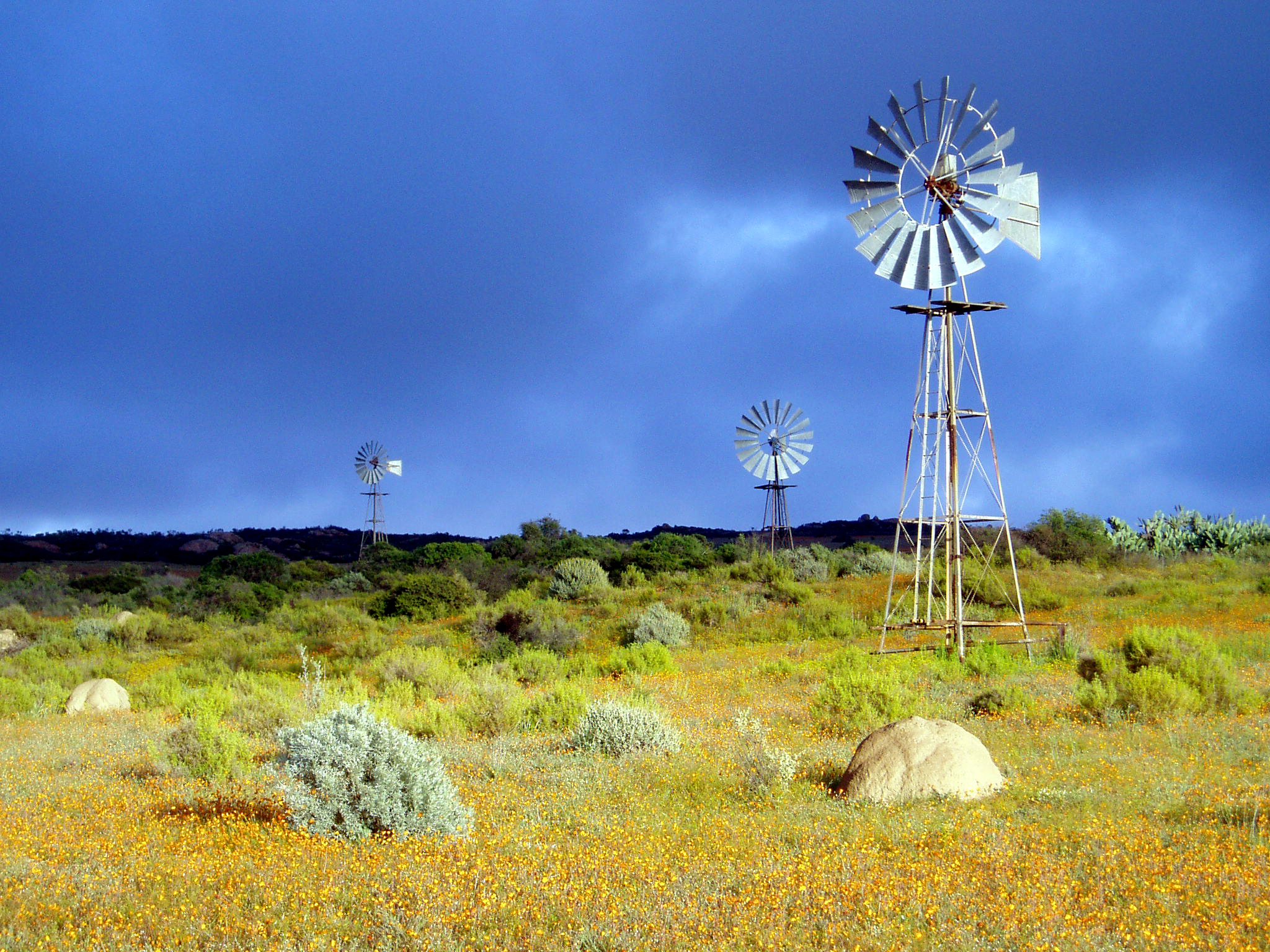
طواحين الهواء في ناماكوالند، كيب الشمالية

مناخ المنطقة في الغالب قاحل إلى شبه قاحل، تهطل الأمطار على بعض مناطق المحافظة بمقدار 400 ملم (16 بوصة) من الأمطار سنوياً، أما متوسط هطول الأمطار على المحافظة ككل فهو أكثر من 202ملم سنوياً.وبشكلٍ عام يتزايد سقوط الأمطار على المناطق الغربية إلى الشرقية، أما المتوسط الأدنى فيصل إلى 20 ملم والأقصى 540ملم.
تهطل الأمطار في فصل الشتاء على المنطقة الغربية بنسبة أعلى في حين أن المناطق الشرقية ترتفع فيها نسبة الرطوبة والعواصف الرعدية الصيفية المتأخرة. العديد من المناطق تعاني من ارتفاع شديد في درجات الحرارة، فدرجات الحرارة الأعلى في جنوب إفريقيا تسجل على امتداد الحدود مع ناميبيا. درجات الحرارة العظمى في الصيف تصل إلى °30 أي (86 فهرنهايت) وقد تصل في بعض الأحيان إلى أعلى من 40°(104 فهرنهايت). أما في الشتاء فعادةً مايكون الجو بارداً وصافياً، وفي بعض المناطق الجنوبية يكون البرد قارساً، مثل مدينة ساذرلاند، التي غالباً ما تتساقط عليها الثلوج وتنخفض فيها درجات الحرارة فتصل إلى 10 تحت الصفر، (14 فهرنهايت).
- •كيمبرلي: درجة الحرارة العظمى في يناير: 33°(18)، وفي يونيو تصل إلى: 18°(3)، معدل هطول الأمطار سنويا:414ملم (16.3).
- •سبرينقبوك: العظمى في يناير: 30°(15°)، وفي يوليو تصل العظمى إلى 17°(7°)، معدل هطول الأمطارسنويا:195ملم (7.7).
- •سوثرلاند: العظمى في يناير:27°(9°)، وفي يوليو تصل إلى: 13°(-3°)، معدل هطول الأمطارسنويا:273ملم (9.3).

## البلديات
تنقسم مقاطعة كيب الشمالية إلى خمس بلديات في كل منطقة، والتي تنقسم بدورها إلى 27 بلدية محلية.
بلديات حي ناماوكا:
ريتشرسفيلد وناماخوي وخميسبيرغ وهانتام وكاروهوغلاند وخايما.
بلديات حي بيكسلي كاسينمي:
- أوبونتو
- أوسوبومفو
- إميثاجين
- كاريبيرغ
- رونسونبيرغ
- ثيمبلهي
- سياثيمبا
- سيانكما

بلديات حي مقساو (سياندا في السابق):
- ماير
- كايرغريب
- خاراهايس
- خيس
- تسانتسابان
- كاتلوبيل

حي فرانسيس بارد:
- البلدية المحلية سول بلاتاج
- البلدية المحلية لدياكتول
- البلدية المحلية ماجرينغ
- البلدية المحلية في فوكوان

بلديات حي تاولو جون:
- موثاوينج
- جاسجونينا
- جاماجرا

## المدن والبلدات
عدد السكان 50,000+:
- •كيمبرلي.
- •اوبينقتون.

عدد السكان 10,000+:
- •دوقلاس .
- •باركلي ويست.
- •كوليسبرغ.
- •دي آر.
- •جان كيمبدورب .
- •كاثيو.
- •كيوريمان.
- •بوستماسبورغ.
- •بريسكا.
- •سبرينقبوك.
- •فيكتوريا ويست.
- •وارينتون.

عدد السكان أقل من 10.000:
- •أورانيا.
- •كارنارفون.
- •جاريس .
- •جريكويستد .
- •قروبليرشوب.
- •هارتزواتر.
- •كيميوس.
- •كاكاماس.
- •بوفادير.
- •ميناء نولوث.
- •ستريدنبرق.
- •سوثيرلاند.
- •فانديركلوف.

## الاقتصاد
تشتهر المنطقة بمناجم الألماس المنتشرة حول منطقة كيمبرلي، غير أن كيب الشمالية أيضاً لديها ثروة زراعية كبيرة حول نهر اورانج، وتضم أغلب مناطق جنوب أفريقيا المهيمنة بزراعة الكروم. كذلك يجذب نهر اورانج الزوار الذين يستمتعون بالتجديف حول قرية فيولسدريفت .أما في منطقة كارو وماحولها فتنتشر فيها تربية الماشية بشكل واسع وتعتبر أساس الأقتصاد في تلك المنطقة.

## التركيبة السكانية
حوالي 68٪ من السكان يتحدثون الأفريكانية كلغتهم الأم، كذلك الخوزا والسيتسوانا، والإنجليزية أيضاً تعتبرمن اللغات أساسية.
السكان الذين يعرفون أنفسهم بأنهم شعب سان، يعتزون بموروثهم الثقافي كلغات الخوسيان، ولأنهم لم يعودوا يعيشون على الصيد وجمع الثمار، فهم يعيشون الآن في كيب الشمالية.